# Campolongo Tapogliano
Campolongo Tapogliano (Cjamplunc Tapoian in friulano) è un comune italiano sparso di 1 117 abitanti in Friuli-Venezia Giulia.
È stato costituito il 1º gennaio 2009 per fusione dei comuni di Campolongo al Torre e di Tapogliano. La sede comunale è situata a Campolongo al Torre.

## Origini del nome
La doppia denominazione deriva dai due principali centri abitati che costituiscono il comune: Campolongo al Torre, capoluogo, e la vicina Tapogliano.

## Storia

### Simboli
Stemma
Il comune di Campolongo Tapogliano ha adottato uno stemma che unisce elementi ripresi dagli emblemi di Campolongo al Torre (il leone marciano e il pino marittimo) e di Tapogliano (la muraglia e la stella).
San Marco è sostenuto dalla pianura diminuita di verde e posto davanti ad una muraglia merlata di
color terra di Siena dietro alla quale, sulla destra, compare la chioma di un pino italico marittimo mentre in alto a sinistra splende una stella a cinque punte color oro. Lo scudo è sovrastato da una corona e completato nella parte inferiore da fronde disposte a semicerchio.»
(Art. 3 dello Statuto comunale)
Gonfalone
tricolorati dai colori nazionali frangiati d'argento.»
(Art. 3 dello Statuto comunale)

## Monumenti e luoghi d'interesse

### Architetture religiose
- Chiesa parrocchiale di San Giorgio Martire, nella frazione di Campolongo al Torre.
- Chiesa parrocchiale di San Martino Vescovo, nella frazione di Tapogliano.
- Oratorio di Santa Margherita da Cortona, nella frazione di Tapogliano
- Chiesa di Santa Maria Assunta, nella frazione di Cavenzano.

### Ville
- Villa Pace, residenza estiva e azienda agricola dei Conti Pace

## Società

### Evoluzione demografica
Abitanti censiti

### Lingue e dialetti
A Campolongo Tapogliano, accanto alla lingua italiana, la popolazione utilizza la lingua friulana. Ai sensi della deliberazione n. 2680 del 3 agosto 2001 della Giunta della Regione Autonoma Friuli-Venezia Giulia, il Comune è inserito nell'ambito territoriale di tutela della lingua friulana ai fini della applicazione della legge 482/99, della legge regionale 15/96 e della legge regionale 29/2007.
La lingua friulana che si parla a Campolongo Tapogliano rientra fra le varianti appartenenti al friulano orientale.

## Amministrazione
Il Consiglio regionale ha approvato la richiesta di referendum per la costituzione, in seguito a fusione dei due enti, del comune di Campolongo Tapogliano.
Il 25 novembre 2007 i cittadini dei comuni di Campolongo al Torre e Tapogliano si sono espressi favorevoli con l'85,47% dei voti.
Dal 1º gennaio 2009, data della fusione, e fino alle elezioni, che hanno avuto luogo nello stesso anno, la provvisoria amministrazione del comune è stata affidata dalla Giunta regionale del Friuli-Venezia Giulia al commissario Luigi Morsut ed al vicecommissario Giovanni Luigi Cumin.
| Periodo | Periodo   | Primo cittadino      | Partito         | Carica  | Note |
| ------- | --------- | -------------------- | --------------- | ------- | ---- |
| 2009    | 2014      | Giovanni Luigi Cumin | centro-sinistra | sindaco |      |
| 2014    | 2019      | Cristina Masutto     | centro-sinistra | sindaca |      |
| 2019    | 2024      | Alberto Urban        | centro-sinistra | sindaco |      |
| 2024    | in carica | Gabriele Gregorat    | centro-sinistra | sindaco |      |

### Gemellaggi
- Montgiscard, dal 2005